# John Whiting
John Whiting (ur. 15 listopada 1917 w Salisbury – zm. 16 czerwca 1963) – angielski dramaturg, tłumacz i krytyk literacki.
Ukończył szkołę w Taunton, w Somerset i Royal Academy of Dramatic Art w Londynie. W czasie II wojny światowej służył w artylerii. Pisał dramaty przeznaczone dla wymagającej publiczności i scenariusze filmowe. Tłumaczył między innymi sztuki Jeana Anouilha.

## Twórczość
- A Penny for a Song (1951)
- Marching Song (1953)
- The Gates of Summer (1956)
- Demony (The Devils, 1960)